# Cam (Royaume-Uni)
Pour les articles homonymes, voir Cam.

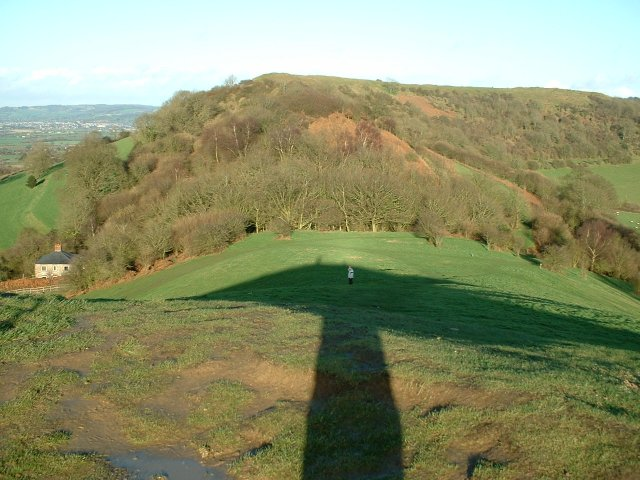
Vue de Cam Peak, Cam au loin en contrebas.

Cam est une ville et une paroisse civile dans le comté du Gloucestershire, en Angleterre, située en bordure des Cotswolds et contigüe à la ville de Dursley, au nord de Bristol et au sud de Gloucester. Le Cotswold Way passe à moins de deux kilomètres de l'aggglomération.
Au recensement de 2011, Cam compte 8 160 habitants pour 3 575 habitations. Sa population est plus importante que celle de sa voisine Dursley, pourtant classée, elle, dans les villes d'Angleterre.

## Commodités
Le centre ville comporte une pharmacie, un fleuriste, une quincaillerie et des pompes funèbres, trois drives, un restaurant, un salon de beauté, un bureau de poste, les bureaux de l'administration locale, deux pubs dont le Berkeley Arms et The Railway Inn et un  Tesco supermarché regroupés autour de l'église Saint-Barthélemy. Une boucherie primée nationalement se trouve à Woodfields et une petite zone industrielle à l'ouest du centre du village près du garage Shell. Le bien nommé Nikki's Doorstep Sandwich Bar et une imprimerie complètent les établisssements locaux.
Cam gère trois écoles primaires du secteur public situées dans les districts de Woodfields, Hopton et Everlands. Le collège le plus proche est Rednock School, juste de l'autre côté de la limite avec la paroisse de Dursley. Un hub communautaire appelé GL11 a emprunté le code postal pour son nom.

## Loisirs
Cam Bulldogs FC est l'équipe de football de Cam ; elle joue en Gloucestershire Northern Senior League, première Division.
L'équipe de cricket s'appelle Cam Cricket Club.
Les deux évoluent au Cam Sports Club, Everlands, qui a été créé en 1923 par le propriétaire de Cam Mills . Cam Sports Club, un organisme de bienfaisance agréé, gère les équipements.
Trois aires de jeux publiques ont été installées : Woodfield, Cam Green et Jubilee Fields avec des équipements de jeu bien entretenus. On y trouve des balançoires, des carrousels, des bascules à ressort, un parc de planche à roulettes, une spirale gyroscopique, des grimpeurs, un mur d'escalade, des toboggans, des équipements de fitness, des terrains de basket et de football.
Une piscine, des gymnases intérieurs, des clubs de course et des clubs de cyclisme sont disponibles à proximité de Dursley.

## Projets de développement
La stratégie de développement jusqu'en 2031 est contenue dans le plan local du District de Stroud.
Un site de 29,1 hectares sur l'extrémité nord-est du village a été délimité pour un développement stratégique comprenant :
- 450 nouveaux logements (dont 135 logements à prix modérés) ;
- 11,4 hectares de nouveaux aménagements du territoire, terrains réservés à la création d'emplois (jusqu'à 1 500 nouveaux emplois) ;
- un nouveau parc linéaire paysager se prolongeant le long du fleuve ;
- une nouvelle piste cyclable éclairée et un sentier pédestre traversant le site pour relier le village à la gare de Cam et Dursley.

## Emploi
L'un des principaux employeurs de Cam est Cam Mills qui compte un peu moins de 100 employés. C'est le seul moulin à laine restant dans une région qui en comptait beaucoup et qui fabrique du textile, depuis plus de 200 ans, maintenant principalement pour les balles de tennis, .

## Personnalités locales
Alan Lowndes, artiste peintre, a vécu à Upper Cam, de 1970 à sa mort en 1978.